# Il mondo di Quest
Il mondo di Quest (World of Quest) è una serie animata statunitense-canadese del 2008, prodotta da Cookie Jar Entertainment e basata sul fumetto di Jason Kruse. La serie è andata in onda negli Stati Uniti il 15 marzo 2008 su Kids' WB e in Canada il 10 agosto dello stesso anno su Teletoon. In Italia arrivò a giugno 2009 su Jetix.

## Trama
Questa serie presenta il principe Nestore, un principe che ha la missione di salvare i suoi genitori con il suo protettore Quest (un guerriero di 1900 anni) e il suo equipaggio. La serie è una parodia del genere fantasy, sulla falsariga di serie come He-Man e i dominatori dell'universo.

## Personaggi e doppiatori
| Personaggio | Doppiatore originale | Doppiatore italiano |
| ----------- | -------------------- | ------------------- |
| Quest       | Ron Pardo            | Massimo Lodolo      |
| Nestore     | Landon Norris        | Gabriele Patriarca  |
| Anna Math   | Krystal Meadows      | Alessia Amendola    |
| Graer       | Ron Pardo            | Roberto Stocchi     |
| Gatling     | Kedar Brown          | Roberto Draghetti   |